# Willem Fredrik Staargaard

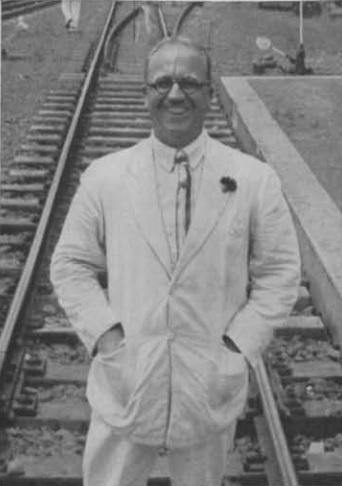
Ir. W.F. Staargaard

Willem Fredrik Staargaard (Soerabaja, 19 juni 1880 – Amsterdam, 13 augustus 1940) was directeur van de Staatsspoorwegen (S.S.) in Nederlands-Indië, lid van de Volksraad en publicist.
Staargaard huwde met Maria Hendrika Hermina Stapel. Het paar kreeg twee kinderen, beide in Nederlands-Indië.
Staargaard doorliep met goed gevolg de H.B.S. te Amsterdam en liet zich daarna inschrijven als student aan de Technische Hogeschool te Delft. Hij verliet deze opleiding in 1901 als werktuigkundig ingenieur. Van 1902 tot 1923 werkt hij bij de Staatsspoorwegen in Nederlands-Indië, eerst als ingenieur en later als hoofdingenieur. Vervolgens werd hij een van de drie bestuursleden van deze dienst. In 1923 werd Staargaard benoemd tot hoofd van de Indischen Centrale Aanschaffingsdienst (ICA) om in 1924 directeur der Staatsspoorwegen te worden. Hij behield deze functie tot zijn pensionering in 1929.
Van 1930 tot 1933 was hij voorzitter van de Ondernemersraad voor Nederlands-Indië en lid van de Volksraad. Tegelijkertijd was hij Commissaris van de Javasche Bank en van de Nederlands Indische Escompto Mij. In 1933 vertrok hij naar Nederland, waar hij een Commissariaat aanvaardde van de Firma Lindeteves Stokvis te Amsterdam. Voor zijn verdiensten ontving hij een benoeming tot Ridder in de orde van de Nederlandse Leeuw.

## Publicaties
Staargaard schreef diverse boeken en artikelen, waarvan een aantal filosofisch van aard. De lijst hieronder is niet uitputtend.
- Logos: logisch weten en centrale wetenschap (1923)
- Oost en West in Nederlandsch-Indië (in 1928)
- Een zelfstandig staatsspoorbedrijf in Nederlandsch Indië (1929)
- Hegel (1931)
- Wereldcrisis; koloniale verhouding en regeeringsbeleid. Uit een tweetal reden in den Volksraad Febr. 1932. (1932)
- Fascisme en Marxisme, getoetst aan de Staats-Idee (1934)
- Element van Zuiver Weten (1937)
- De economische groep in den nieuwen Volksraad
- Techniek in het licht der wijsbegeerte (1937)

In het begin van de twintigste eeuw was in Nederland de filosofie van Hegel herontdekt, dankzij het werk van prof. G.J.P.J. Bolland. Bolland was onder meer de oprichter van het Bollandgenootschap en interpreteerde het werk van Hegel op een geheel eigen wijze. Taselaar typeerde Staargaard, in zijn werk over De Kat Angelino als een neo-Hegeliaanse filosoof, een leerling van Bolland. Staargaard "beschouwde de godsdiensten van Oost en West als een logisch samenhangend, zich ontwikkelend, organisch geplooid hebbend geheel, waarvan alle onderdelen goede elementen hadden. Het Christendom bracht vrijheid en gaf de persoonlijkheid de kans tot ontwikkeling te komen".